# Phyllis’s Engine
Phyllis's Engine ist ein 2517 m hoher Berg mit einer Schartenhöhe von 21 m in der kanadischen Provinz British Columbia.

## Geographie
Phyllis's Engine liegt im Garibaldi Provincial Park und ist Teil der Garibaldi Ranges in den Coast Mountains. Der Berg liegt 71 km nördlich von Vancouver, 1,26 km nordnordwestlich des Mount Carr und 700 m südlich des nächsthöheren Castle Towers Mountain. Die Abflüsse der Niederschläge und das Schmelzwasser der Gletscher von der Westseite fließen in den Garibaldi Lake, die von der Ostseite in den Cheakamus Lake. Das Relief ist so gestaltet, dass die Westwand des Berges 1040 m über den 3 km entfernten Garibaldi Lake aufragt.
| Polemonium Ridge | Cheakamus Lake Castle Towers Mountain | Mount Davidson    |
| Garibaldi Lake   |                                       | Cheakamus Glacier |
| Guard Mountain   | The Sphinx                            | Mount Carr        |

## Geschichte
Der Berg ist nach Phyllis Dyke (Mrs. Edward Beltz) benannt, ein Mitglied des British Columbia Mountaineering Club aus dessen Anfangszeit, die eine Ähnlichkeit zwischen dem Arrangement der Säulen und Pfeiler des Berges mit einer Dampflokomotive des 19. Jahrhunderts erkannte, so dass ihre Kletterkollegen den Berg etwa 1914 spaßeshalber als „Phyllis's Engine“ bezeichneten. Der Name wurde formell 1978 durch Karl Ricker wie von Neal Carter vom BC Mountaineering Club vorgeschlagen eingerichtet. Entgegen der landläufigen Meinung bezieht sich der Name nicht auf Phyllis Munday. Das Toponym wurde unter „Phyllis' Engine“ am 9. März 1979 vom Geographical Names Board of Canada offiziell anerkannt und am  6. Januar 1995 in „Phyllis's Engine“ geändert.
Die Erstbesteigung von Phyllis's Engine wurde 1966 von F. Gratwhol und T. Kempter ausgeführt.

## Klima
In Bezug auf die Klimaklassifikation nach Köppen und Geiger herrscht an Phyllis's Engine ein Westseiten-Seeklima. Die meisten Wetterfronten stammen vom Pazifik und bewegen sich ostwärts auf die Coast Mountains zu, wo sie durch die Berge zum  Aufsteigen (Windstau) gezwungen werden, was wiederum dazu führt, dass die enthaltene Feuchtigkeit in Form von Regen oder Schnee abgegeben wird. Im Ergebnis führt das zu hohen Niederschlägen in den Coast Mountains, insbesondere zu starken Schneefällen im Winter. Die Temperaturen können unter −20 °C fallen, unter Berücksichtigung von Windchill-Einfluss unter −30 °C. Dieses Klima nährt den Sphinx Glacier am Westhang und den Cheakamus Glacier am Osthang des Berges.

## Galerie

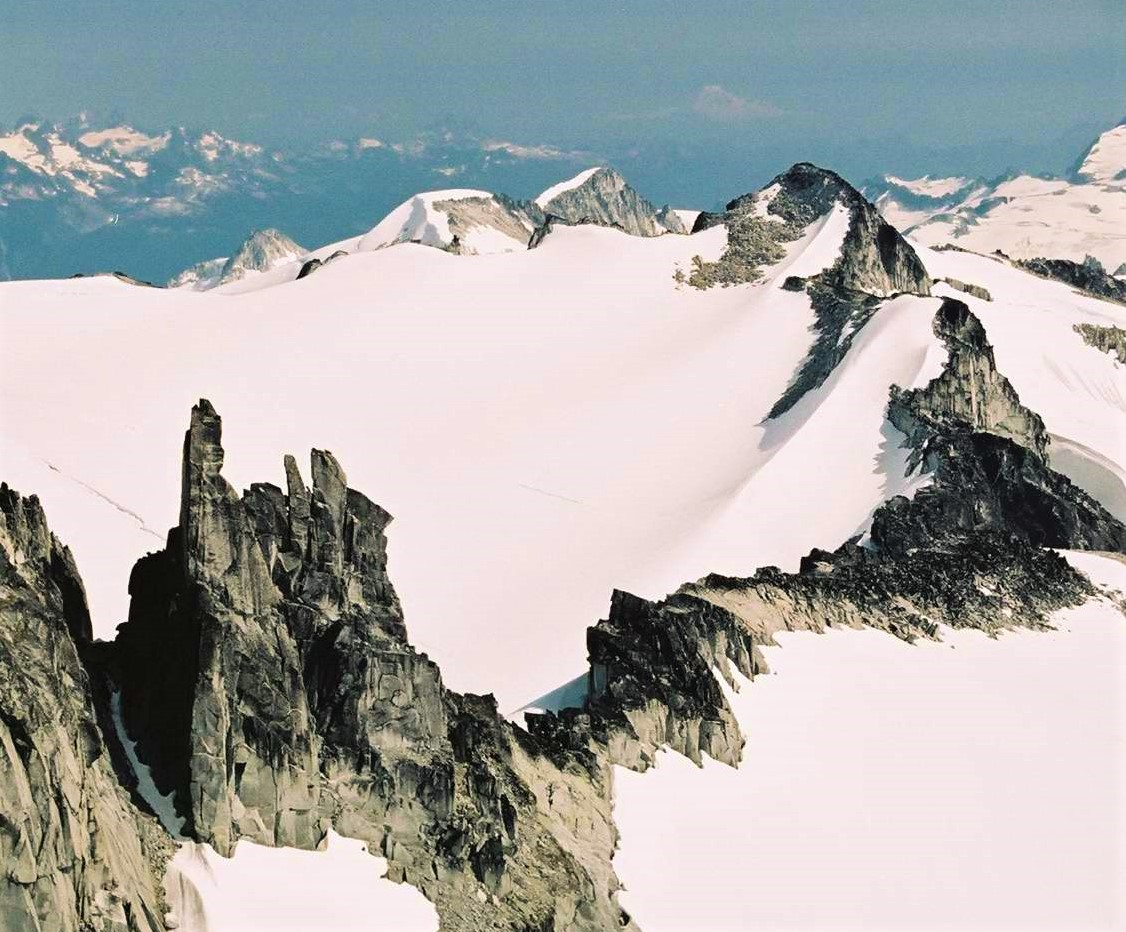
Phyllis's Engine (unten links) und Mount Carr (oben rechts)
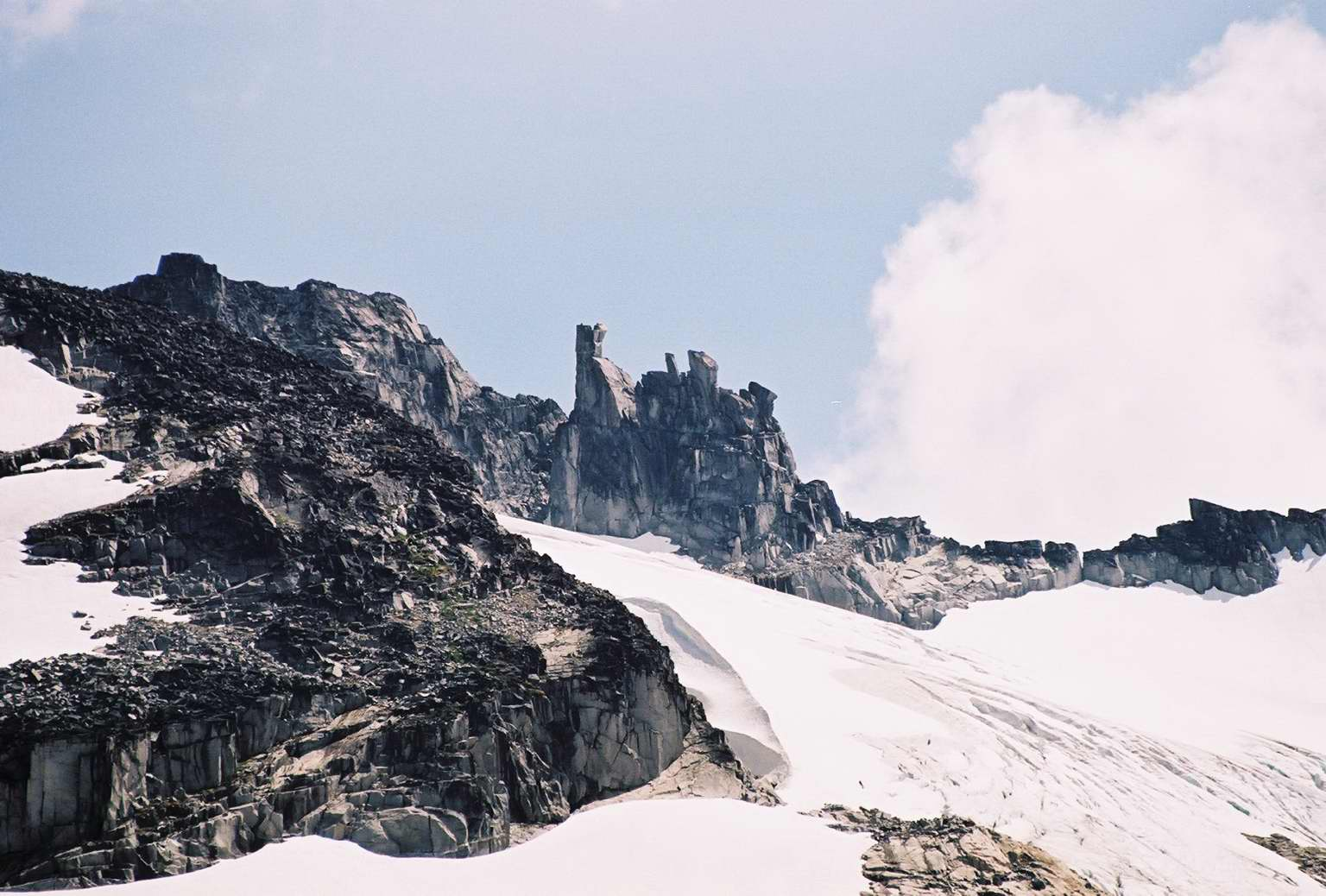
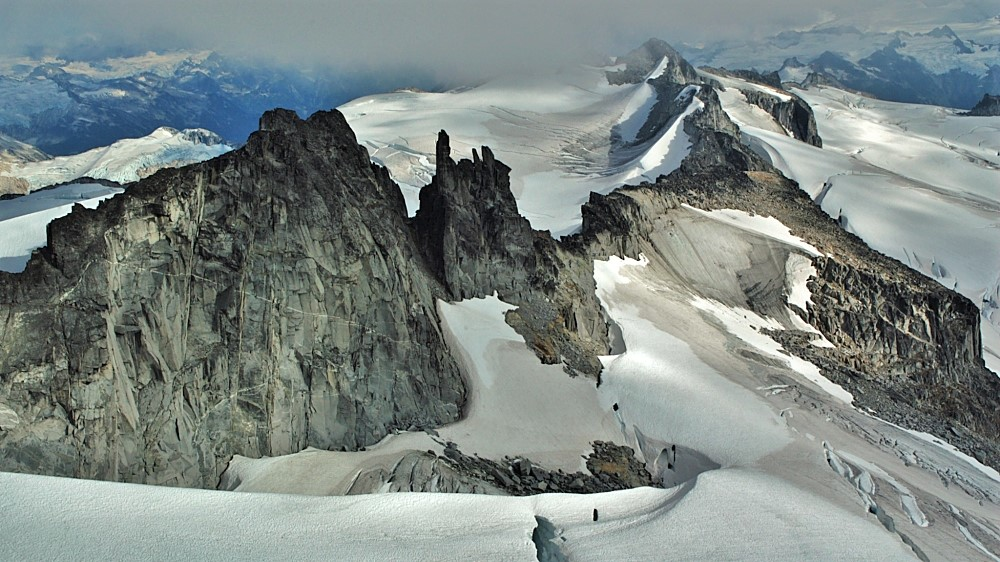
Phyllis's Engine (Mitte) vom Westgipfel des Castle Towers Mountain
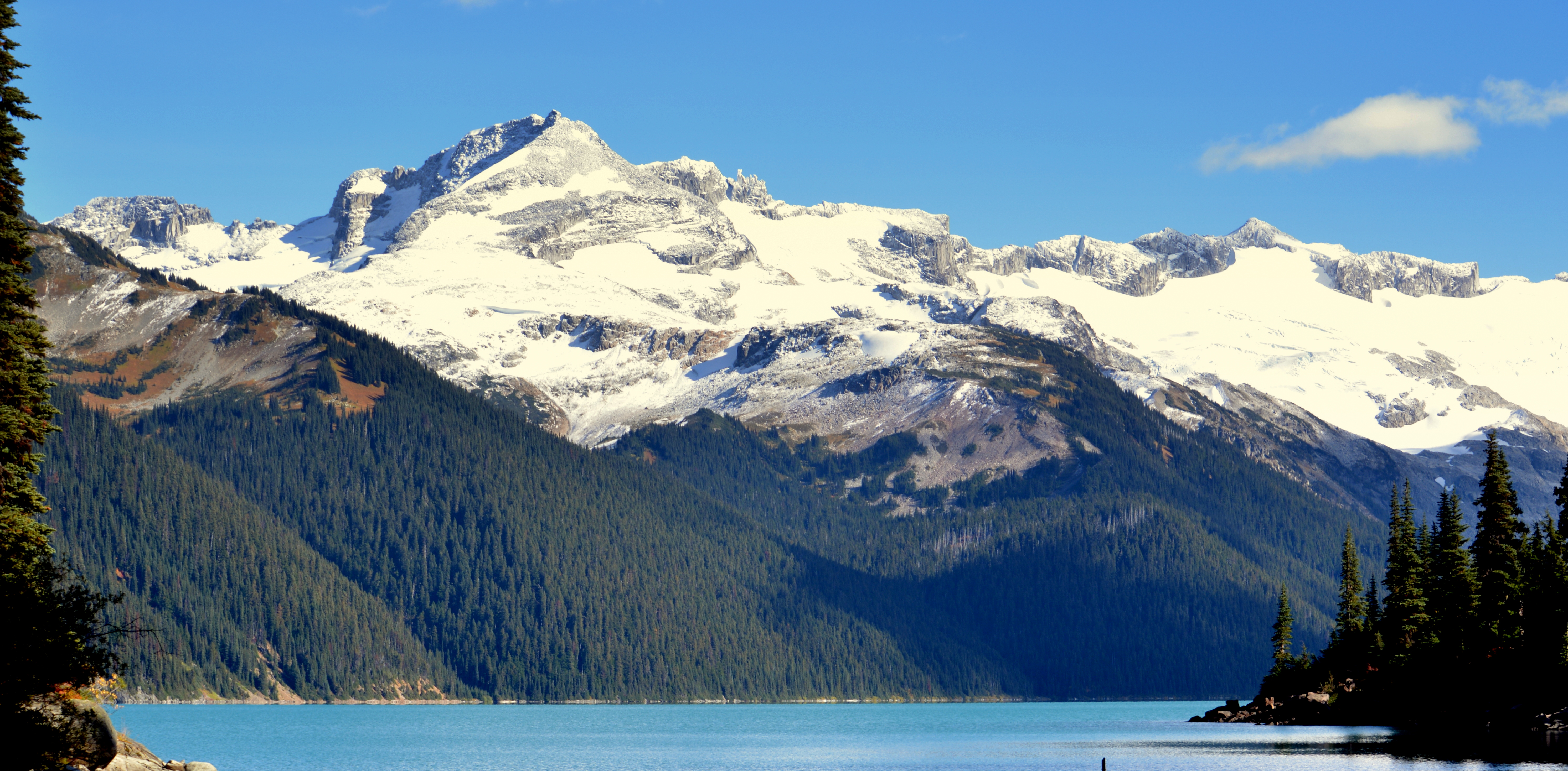
Castle Towers Mountain (links der Mitte), Phyllis's Engine (Mitte) und Mt. Carr (rechts) vom Garibaldi Lakeaus; Phyllis's Engine kann am besten erkannt werden, wenn das Bild maximal vergrößert wird.